# Furano (Giappone)
Furano (富良野市?, Furano-shi) è una città montana che ricade sotto la giurisdizione della sottoprefettura di Kamikawa. È situata nella zona centrale della prefettura di Hokkaidō, in Giappone.
Nel 2007, la popolazione stimata era di 24 890 abitanti, distribuiti su una superficie di 600,97 km², per una densità di 41,42 ab./km².
Ha acquisito lo status di città il 1º maggio 1966.

## Clima
| Furano (1991-2020) Fonte: JMA    | Mesi         | Mesi         | Mesi         | Mesi         | Mesi        | Mesi        | Mesi        | Mesi        | Mesi        | Mesi        | Mesi         | Mesi         | Stagioni | Stagioni | Stagioni | Stagioni | Anno    |
| Furano (1991-2020) Fonte: JMA    | Gen          | Feb          | Mar          | Apr          | Mag         | Giu         | Lug         | Ago         | Set         | Ott         | Nov          | Dic          | Inv      | Pri      | Est      | Aut      | Anno    |
| -------------------------------- | ------------ | ------------ | ------------ | ------------ | ----------- | ----------- | ----------- | ----------- | ----------- | ----------- | ------------ | ------------ | -------- | -------- | -------- | -------- | ------- |
| T. max. media (°C)               | −3,7         | −2,3         | 2,7          | 10,9         | 18,4        | 22,9        | 26,2        | 26,3        | 21,9        | 14,9        | 6,4          | −1,2         | −2,4     | 10,7     | 25,1     | 14,4     | 12,0    |
| T. media (°C)                    | −8,3         | −7,4         | −2,2         | 5,3          | 12,1        | 16,8        | 20,6        | 20,8        | 16,1        | 9,2         | 2,1          | −5,1         | −6,9     | 5,1      | 19,4     | 9,1      | 6,7     |
| T. min. media (°C)               | −14,4        | −14,0        | −7,8         | −0,2         | 6,0         | 11,5        | 16,0        | 16,3        | 11,1        | 4,1         | −2,1         | −10,2        | −12,9    | −0,7     | 14,6     | 4,4      | 1,4     |
| T. max. assoluta (°C)            | 6,9 (1988)   | 13,3 (2010)  | 15,3 (2015)  | 29,2 (1998)  | 35,3 (2019) | 36,3 (2014) | 36,5 (2021) | 38,5 (2021) | 33,0 (2019) | 26,6 (2016) | 20,4 (2003)  | 13,6 (1989)  | 13,6     | 35,3     | 38,5     | 33,0     | 38,5    |
| T. min. assoluta (°C)            | −34,5 (1977) | −34,0 (1978) | −28,3 (1986) | −17,8 (1984) | −3,1 (1983) | 1,0 (1981)  | 6,3 (1976)  | 6,5 (1976)  | −0,5 (1992) | −5,3 (1977) | −21,3 (1987) | −28,4 (2012) | −34,5    | −28,3    | 1,0      | −21,3    | −34,5   |
| Giorni di calura (Tmax ≥ 30 °C)  | 0,0          | 0,0          | 0,0          | 0,0          | 0,4         | 1,5         | 4,7         | 5,2         | 0,6         | 0,0         | 0,0          | 0,0          | 0,0      | 0,4      | 11,4     | 0,6      | 12,4    |
| Giorni di gelo (Tmin ≤ 0 °C)     | 30,9         | 28,2         | 29,6         | 16,1         | 1,4         | 0,0         | 0,0         | 0,0         | 0,0         | 4,1         | 20,9         | 30,2         | 89,3     | 47,1     | 0,0      | 25,0     | 161,4   |
| Giorni di ghiaccio (Tmax ≤ 0 °C) | 26,0         | 20,7         | 8,1          | 0,1          | 0,0         | 0,0         | 0,0         | 0,0         | 0,0         | 0,0         | 2,7          | 20,1         | 66,8     | 8,2      | 0,0      | 2,7      | 77,7    |
| Precipitazioni (mm)              | 44,3         | 36,5         | 49,8         | 55,4         | 67,5        | 64,5        | 116,0       | 168,6       | 147,3       | 106,8       | 104,2        | 71,2         | 152,0    | 172,7    | 349,1    | 358,3    | 1 032,1 |
| Giorni di pioggia                | 14,3         | 12,3         | 13,5         | 11,9         | 11,0        | 9,9         | 10,9        | 11,7        | 12,8        | 14,4        | 17,9         | 17,2         | 43,8     | 36,4     | 32,5     | 45,1     | 157,8   |
| Nevicate (cm)                    | 145          | 121          | 110          | 22           | 0           | 0           | 0           | 0           | 0           | 2           | 72           | 159          | 425      | 132      | 0        | 74       | 631     |
| Giorni di neve                   | 18,8         | 16,1         | 13,7         | 3,0          | 0,0         | 0,0         | 0,0         | 0,0         | 0,0         | 0,3         | 7,2          | 19,4         | 54,3     | 16,7     | 0,0      | 7,5      | 78,5    |
| Ore di soleggiamento mensili     | 64,3         | 78,5         | 124,0        | 159,9        | 190,5       | 176,8       | 171,8       | 154,9       | 140,2       | 121,9       | 67,7         | 45,7         | 188,5    | 474,4    | 503,5    | 329,8    | 1 496,2 |
| Vento (direzione-m/s)            | SSW 1,3      | SSW 1,5      | SSW 1,9      | SSW 2,3      | SSW 2,4     | SSW 2,0     | SSW 1,8     | SSW 1,7     | SSW 1,7     | SSW 1,7     | SSW 1,7      | SSW 1,5      | 1,4      | 2,2      | 1,8      | 1,7      | 1,8     |